# 麥迪遜郡 (維吉尼亞州)
麥迪遜縣（英語：Madison County）是美國維吉尼亞州北部的一個縣。面積833平方公里。根據美國2000年人口普查，共有人口12,520。縣治麥迪遜。
成立於1792年12月，縣名是來自第四任總統詹姆斯·麥迪遜所屬的家族，他們在拉皮丹河沿岸擁有土地。